# Liste der Mitglieder des Landtages (Freistaat Oldenburg) (3. Wahlperiode)
Diese Liste gibt einen Überblick über alle Mitglieder des Landtages des Freistaats Oldenburg in der 3. Wahlperiode (1925–1928). Die Wahl zum Oldenburgischen Landtag fand am 24. Mai 1925 statt, die Wahlbeteiligung betrug 55 %.

## Zusammensetzung
| Fraktion                   | Sitze |
| -------------------------- | ----- |
| Landesblock (DVP und DNVP) | 15    |
| Zentrum                    | 10    |
| SPD                        | 9     |
| DDP                        | 5     |
| DVFB                       | 1     |

## Abgeordnete
| Name               | Lebensdaten | Fraktion           | Anmerkungen                                                    |
| ------------------ | ----------- | ------------------ | -------------------------------------------------------------- |
| Friedrich Albers   | 1881–1936   | DDP                |                                                                |
| Wilhelm Bortfeldt  | 1872–1949   | Landesblock (DNVP) |                                                                |
| Paul Brodek        | 1884–1942   | SPD                |                                                                |
| Karl Broschko      | 1900–1972   | SPD                | nachgerückt am 16. Februar 1926 für Heinrich Fick              |
| Diedrich Dannemann | 1874–1933   | Landesblock (DVP)  |                                                                |
| Hinrich Dohm       | 1865–1943   | Landesblock (DNVP) |                                                                |
| Franz Driver       | 1863–1943   | Zentrum            | ausgeschieden am 23. Juni 1925 mit der Wahl zum Staatsminister |
| Bernhard Eckholt   | 1887–1949   | Zentrum            |                                                                |
| Peter Faber        | 1871–1928   | Zentrum            |                                                                |
| Heinrich Fick      | 1874–1953   | SPD                | Bekanntgabe der Mandatsniederlegung im Februar 1926            |
| Karl Fick          | 1881–1945   | SPD                |                                                                |
| Rudolf Freese      | 1879–1963   | Landesblock        |                                                                |
| Friedrich Frerichs | 1882–1945   | SPD                |                                                                |
| Heinrich Fröhle    | 1879–1966   | Zentrum            |                                                                |
| Anton Göhrs        | 1884–1944   | Zentrum            |                                                                |
| Franz Hartong      | 1882–1945   | Landesblock (DVP)  |                                                                |
| Bernard Heidkamp   | 1881–1952   | Zentrum            |                                                                |
| Paul Hug           | 1857–1934   | SPD                |                                                                |
| Friedrich Janssen  | 1874–1959   | Landesblock (DNVP) |                                                                |
| August Jordan      | 1872–1935   | SPD                |                                                                |
| Anton Kohnen       | 1889–1985   | Landesblock (DVP)  |                                                                |
| Johann Lahmann     | 1883–1935   | SPD                |                                                                |
| Carl Leffers       | 1869–1929   | Zentrum            |                                                                |
| Hermann Lehmkuhl   | 1872–1957   | DVFB               |                                                                |
| Hinrich Mählenhoff | 1886–1971   | Landesblock        |                                                                |
| Franz Meyer        | 1882–1945   | Zentrum            |                                                                |
| Julius Meyer       | 1875–1934   | SPD                |                                                                |
| Friedrich Möller   | 1888–1951   | DDP                |                                                                |
| Johannes Müller    | 1864–1932   | Landesblock (DVP)  |                                                                |
| Wilhelm Nieberg    | 1887–1970   | Landesblock (DVP)  |                                                                |
| Carl Oeltjen       | 1893–1976   | Landesblock        |                                                                |
| Wilhelm Sante      | 1886–1961   | Zentrum            |                                                                |
| Diedrich Schmidt   | 1868–1939   | DDP                |                                                                |
| Wilhelm Schröder   | 1853–1939   | Landesblock (DVP)  |                                                                |
| Theodor Tantzen    | 1877–1947   | DDP                |                                                                |
| Anton Themann      | 1886–1965   | Zentrum            |                                                                |
| Otto Thye          | 1886–1947   | Landesblock (DNVP) |                                                                |
| Heinrich Wempe     | 1880–1969   | Zentrum            | nachgerückt am 3. Juli 1925 für Franz Driver                   |
| August Weyand      | 1876–1951   | Landesblock (DVP)  |                                                                |
| Christian Wichmann | 1874–1957   | Landesblock (DNVP) |                                                                |
| Wilhelm Wittje     | 1880–1946   | DDP                |                                                                |
| Emil Zimmermann    | 1885–1966   | SPD                |                                                                |